# Station Wieniawa
Station Wieniawa is een spoorwegstation in de Poolse plaats Wieniawa.